# Territorio de Minnesota
El Territorio de Minnesota fue un territorio incorporado organizado de los Estados Unidos que existió desde el 3 de marzo de 1849 al 11 de mayo de 1858, cuando la parte oriental del territorio fue admitido en la Unión como el estado de Minesota .

## Historia
Los límites del territorio de Minnesota, eran los mismos del territorio de Iowa , incluidos el actual Minnesota y la mayor parte de lo que más tarde se convirtió en el Territorio de Dakota al este del río Misuri. El Territorio de Minnesota también incluía porciones de Territorio de Wisconsin, que actualmente se encuentra entre el río Misisipi y Wisconsin, incluyendo la región de Arrowhead.
En el momento de su formación, el territorio contenía tres ciudades: Saint Paul, Saint Anthony (ahora parte de Minneapolis), y Stillwater. Las principales instituciones territoriales se dividieron entre los tres: St. Paul se convirtió en la capital; Minneapolis fue seleccionado como el sitio de la Universidad de Minnesota; y Stillwater fue elegido como el sitio de la Prisión Territorial de Minnesota.